# Ле Рејсвил (Пенсилванија)
Ле Рејсвил (енгл. Le Raysville) град је у америчкој савезној држави Пенсилванија.

## Демографија
По попису из 2010. године број становника је 290, што је 28 (-8,8%) становника мање него 2000. године.
| Група             | 2000.       | 2010.       |
| Белци             | 315 (99,1%) | 288 (99,3%) |
| Афроамериканци    | 0 (0,0%)    | 0 (0,0%)    |
| Азијати           | 0 (0,0%)    | 0 (0,0%)    |
| Хиспаноамериканци | 0 (0,0%)    | 0 (0,0%)    |
| Укупно            | 318         | 290         |